# Čestný prsten SS

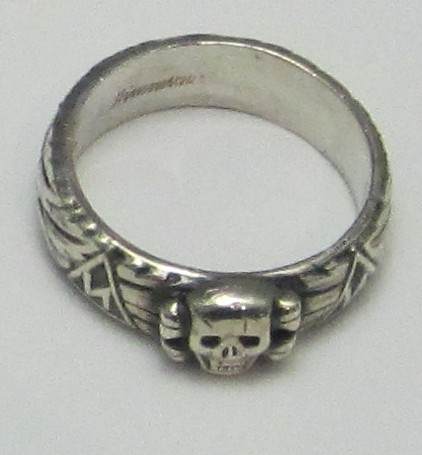
SS-Totenkopfring, 2. verze

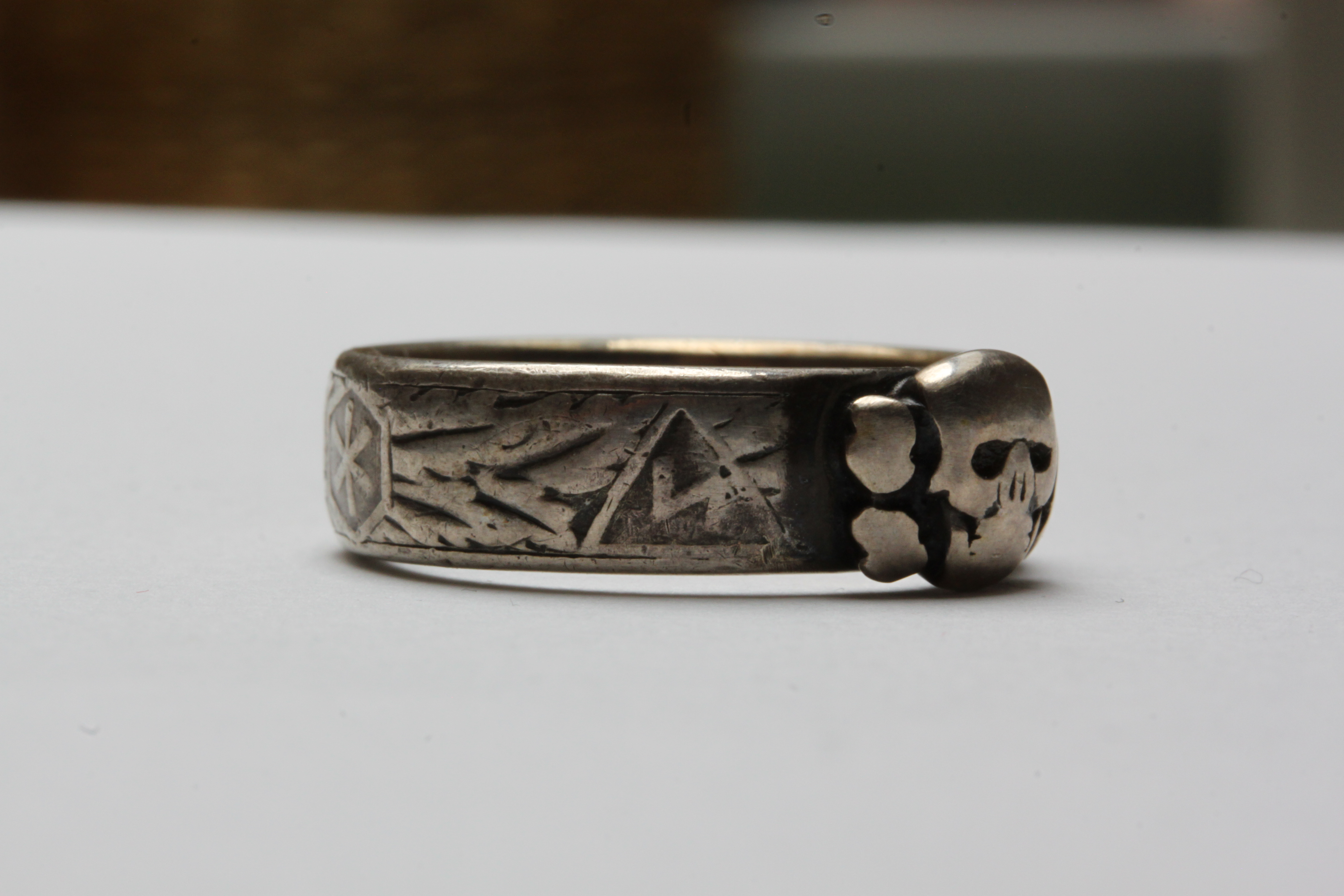
SS-Totenkopfring 1933, 1. verze

Čestný prsten SS (německy SS-Ehrenring a známý také jako SS-Totenkopfring – prsten SS se smrtihlavem) byl zpočátku osobní dar Heinricha Himmlera nejbližším příslušníkům SS. Později jím byli odměňováni ostatní důstojníci SS. Aby prsten cti obdrželi, bylo nutné splnit určité podmínky, které se během let měnily (např. počet odsloužených let v SS, dosažení určité hodnosti atd.) Nebylo však podmínkou, že přes splnění všech podmínek důstojník SS tento SS-Totenkopfring skutečně obdržel. Vždy měl poslední slovo Himmler. Celkem bylo do roku 1944, kdy byla výroba zastavena, vyrobeno 20 000 prstenů. Prsteny se však udělovaly i v roce 1945, nesly však datum 21. 12. 1944.
Uvnitř každého prstenu byla vyryta písmena „S.lb.“ (Seinem lieben), volně přeloženo „mému drahému“, následovalo příjmení příjemce, datum darování a faksimile podpisu Himmlera.
Prsten nesměl být ke koupi, nebyla povolena výroba kopií a po smrti nebo odchodu nositele se stával opět vlastnictvím Heinricha Himmlera, což však bylo v praxi těžko vymahatelné. K 1. lednu 1945 jich tak bylo na hrad Wewelsburg navráceno pouze 1650. Osud takto vrácených prstenů zůstává záhadou, po válce totiž nikdy nebyly nalezeny.
Z celkového počtu cca 20 000 kusů byla do dnešního dne objevena přibližně tisícovka. Mnoho prstenů bylo nalezeno také na území Česka, na místech původních zajateckých táborů a podél tzv. ústupových cest. Můžeme odhadovat cca 100 nalezených prstenů v Česku.
První SS-Totenkopfringy věnoval Himmler svým nejbližším spolupracovníkům jako vánoční dárek, a to 24. prosince 1933. Neexistuje ovšem žádný oficiální seznam důstojníků SS, kteří prsten 24. 12. 1933 obdrželi, ale v současné době existují důkazy, že jej obdrželi tito Himmlerovi muži:
- Erich von dem Bach-Zelewski (prsten se nachází v soukromé sbírce v Německu)
- Kurt Daluege
- Walther Darré
- Sepp Dietrich (prsten se nachází v soukromé sbírce v Česku)
- Ulrich Graf
- Reinhard Heydrich
- Wilhelm Reck
- Fritz Schlegel
- Franz Xaver Schwarz (prsten se nachází v soukromé sbírce v Česku)
- Karl Wolff (prsten se nacházel v soukromé sbírce v USA, odkud však byl v roce 1996 odcizen)